# Championnats du monde de biathlon 1961
Navigation
Courmayeur 1959 Hämeenlinna 1962
Les Championnats du monde de biathlon 1961, troisième édition des Championnats du monde de biathlon, ont lieu à Umeå, en Suède, le 25 février 1961.

## Podiums
| Épreuves         | Or                                                   | Argent                                                                 | Bronze                                          |
| ---------------- | ---------------------------------------------------- | ---------------------------------------------------------------------- | ----------------------------------------------- |
| 20 km individuel | Kalevi Huuskonen                                     | Alexander Privalov                                                     | Paavo Repo                                      |
| Par équipes      | Finlande Kalevi Huuskonen Paavo Repo Antti Tyrväinen | Union soviétique Alexander Privalov Valentin Pzhenitsyn Dmitri Sokolov | Suède Klas Lestander Tage Lundin Stig Andersson |

Note : Une seule épreuve disputée pour deux catégories. Classement par équipes obtenu par addition des 3 meilleurs temps individuels de chaque nation.

## Tableau des médailles
| Rang | Nation           | Or | Argent | Bronze | Total |
| ---- | ---------------- | -- | ------ | ------ | ----- |
| 1    | Finlande         | 2  | 0      | 1      | 3     |
| 2    | Union soviétique | 0  | 2      | 0      | 2     |
| 3    | Suède            | 0  | 0      | 1      | 1     |